# Gvinejska nogometna reprezentacija
Gvinejska nogometna reprezentacija je nacionalni nogometni sastav Gvineje, pod vodstvom Fédération Guinéenne de Football (hrv. Gvinejski nogometni savez). Gvineja je kao francuska kolonija stekla nezavisnost 2. listopada 1958., a nacionalni savez je osnovan dvije godine kasnije.
Gvineja je punopravna članica CAF i FIFA – kontinentalnih i međunarodnih nogometnih saveza te nosi Fifin kod – GUI. Službeni domaći stadion je Stade du 28 Septembre.
Reprezentacija dosad nije nastupila na nekom svjetskom nogometnom prvenstvu dok se od većih rezultata smatraju drugo mjesto na Afričkom kupu nacija 1976. godine te tri uzastopna četvrt-finalna nastupa na tom natjecanju (2004., 2006., 2008.). Tu su i pet osvojenih Amilcar Cabral kupova (1982., 1982., 1987., 1988. i 2005.) te jedan nastup u finalu istog.
Na Afričkom Kupu nacija 1996. reprezentacija Nigerije povukla se s natjecanja prije samog početka turnira te je odlučeno da će Gvineja biti zamjena. Međutim, Gvineja je to odbila navodeći nedostatak priprema kao razlog.
Reprezentaciju Gvineje je FIFA diskvalificirala i suspendirala s istog natjecanja 2002. zbog uplitanja politike u nogometni savez.

## Amilcar Cabral kup
Prvi Amilcar Cabral kup je osvojen 1981. pobijedivši u finalu Mali a sljedeće godine Senegal. 1987. Gvineja je bila domaćin turnira te je ponovo pobijeđen Mali u samoj završnici. Isti protivnici i isti rezultat ostvaren je godinu potom, dok je Mali tek 1989. uspio pobijediti Gvineju u finalu.
Reprezentacija je ponovo osvojila Amilcar Cabral kup tek 2005. godine pobijedivši u finalu Senegal.

## Trenutačni sastav
| #         | Pozicija        | Ime               | Datum rođenja       | Klub               |
| --------- | --------------- | ----------------- | ------------------- | ------------------ |
| 1         | vratar          | Nauri Mandanda    | 21.7.1993           | Amiens             |
| 12        | vratar          | Abdul Aziz Keita  | 17. lipnja 1990.    | Baraka             |
| 3         | branič          | Bobo Baldé        | 5. listopada 1975.  | Arles-Avignon      |
| 4         | branič          | Oumar Kalabane    | 8. travnja 1981.    | Persepolis         |
| 6         | branič          | Ibrahima Camara   | 1. siječnja 1985.   | Eupen              |
| 5         | branič          | Kemil Zayatte     | 7. ožujka 1985.     | Konyaspor          |
| 21        | branič          | Ibrahima Diallo   | 26. rujna 1985.     | Oostende           |
| 27        | branič          | Habib Baldé       | 8. veljače 1985.    | Universitatea Cluj |
| 2         | branič          | Boubacar Diallo   | 25. prosinca 1985.  | Spartak Trnava     |
| 10        | vezni           | Pascal Feindouno  | 27. veljače 1981.   | AS Monaco          |
| 11        | vezni           | Ibrahima Bangoura | 8. prosinca 1982.   | Khazar Lankaran    |
| 17        | vezni           | Mohamed Sakho     | 5. kolovoza 1988.   | Gabès              |
| 7         | vezni           | Naby Keïta        | 25. travnja 1988.   | RB Leipzig         |
| 8         | vezni           | Ibrahima Yattara  | 3. lipnja 1980.     | Trabzonspor        |
| 41        | vezni           | Amadou Diawara    | 15. svibnja 1987.   | Napoli             |
| 74        | vezni           | Richard Soumah    | 6. listopada 1986.  | Stade Brestois     |
| 9         | napadač         | Amadou Traore     | 2. siječnja 1985.   | Al-Nasr            |
| 20        | napadač         | Karamoko Cissé    | 14. studenoga 1988. | AlbinoLeffe        |
| 99        | napadač         | Larsen Touré      | 20. srpnja 1984.    | Stade Brestois     |
| Izbornik: | Michel Dussuyer |                   |                     |                    |

## Izbornici Gvineje kroz povijest
| Izbornik          | Razdoblje     |
| ----------------- | ------------- |
| Serge Devèze      | ???           |
| Naby Camara       | ???           |
| Petre Moldoveanu  | ???           |
| Boro Primorac     | 1994.         |
| Mihajlo Fomenko   | 1994.         |
| Volodimir Muntian | 1995. – 1997. |
| Henri Stambouli   | 1998. – 1999. |
| Bruno Metsu       | 2000.         |
| Bernard Simondi   | 2000.         |
| Michel Dussuyer   | 2002. – 2004. |
| Patrice Neveu     | 2004. – 2006. |
| Robert Nouzaret   | 2006. – 2009. |
| Titi Camara       | 2009.         |
| Mamadi Souaré     | 2009. – 2010. |
| Michel Dussuyer   | 2010. – danas |